# 精密航空494号班机空难
精密航空494号班机是从坦桑尼亚朱利叶斯·尼雷尔国际机场飞往布科巴市布科巴机场的定期客运航班。2022年11月6日，机上共有39名乘客和4名机组人员。失事飞机由ATR 42-500执飞。在进近过程中因恶劣天气及低能见度在维多利亚湖坠毁，事件造成十九人死亡。机上共有24人幸存。

## 乘客和机组人员
机上共搭载43人，其中包括38名成人和1名婴儿，以及4名机组人员。此次事故造成19人死亡，24人受伤。
机上共搭载39名乘客和4名机组人员，其中包括一名婴儿，其中大多数机上人员是坦桑尼亚人。当地媒体称至少机上有两人是肯尼亚人，其中包括副机长彼得·奥德汉博（Peter Odhiambo）。此次航班的机长为布鲁汉妮·布巴加（Buruhani Bubaga）。

## 事故经过
494号班机在06:00从达累斯萨拉姆起飞后经停姆万扎，最后预计在08:30抵达布科巴。飞机在降落在布科巴的过程中坠毁在维多利亚湖。社交媒体上流传的照片和视频显示，飞机几乎完全淹没，只可见其垂尾。机上43人中有19人死亡。
一名倖存者表示，由於天氣惡化，飛行員不得不改變航線，在进近過程中，他們在被告知即將降落後遇到了劇烈的顛簸，最后發現飞机坠毁在湖中，飛機內部開始進水，該事故是坦桑尼亞第二致命的航空事故，最致命的事故是1955年5月18日一架道格拉斯航空的DC-3在乞力馬扎羅山坠毁，造成20人死亡。
事故发生后，布科巴机场已关闭，直至另行通知。

## 救援
坠机后，救援人员以及当地渔民抵达现场营救仍被困在飞机内的乘客。坦桑尼亚卡盖拉地区行政长官阿尔伯特·查拉米拉（Albert Chalamila）表示，当时紧急救援人员正在与驾驶舱内的飞行员保持联系，并试图用绳索和起重机将飞机拉近湖岸边。附近城镇的当地居民也参与了救援工作。然而，两名飞行员在救援人员抵达之前就已溺亡。

## 涉事飞机
涉事飞机是一架机龄十二年的ATR 42-500，生产序列号为819，航空器註冊編號为5H-PWF。2010年8月交付给精密航空。飞机配有两台普惠PW100引擎。

## 事故调查
在遇难者葬礼上，马贾利瓦总理下令对坠机事件进行调查。坦桑尼亚民航局将领导调查，法国BEA和ATR的技术顾问将前往坦桑尼亚协助调查。

## 反应
事故发生后，坦桑尼亚总统萨米娅·苏卢胡·哈桑在推特上对遇难者表示哀悼。
坦桑尼亚总理卡西姆·马贾利瓦前往坠机现场视察，并表示将进行调查以确定坠机原因。

## 类似事故
- 復興航空235號班機空難